# Episodi di Le spie (seconda stagione)
La seconda stagione della serie televisiva Le spie è andata in onda negli Stati Uniti dal 14 settembre 1966 al 12 aprile 1967 sulla NBC.
| nº | Titolo originale                         | Titolo italiano                          | Prima TV USA      | Prima TV Italia |
| -- | ---------------------------------------- | ---------------------------------------- | ----------------- | --------------- |
| 1  | So Coldly Sweet                          | Così freddamente dolce                   | 14 settembre 1966 |                 |
| 2  | Lori                                     | Lory                                     | 21 settembre 1966 |                 |
| 3  | Sophia                                   | Sophia                                   | 28 settembre 1966 |                 |
| 4  | Vendetta                                 | Vendetta                                 | 5 ottobre 1966    |                 |
| 5  | A Gift from Alexander                    | Un dono da Alexander                     | 12 ottobre 1966   |                 |
| 6  | Trial by Treehouse                       | Un esperimento per una casa sugli alberi | 19 ottobre 1966   |                 |
| 7  | Sparrowhawk                              | Lo sparviero                             | 26 ottobre 1966   |                 |
| 8  | Will the Real Good Guys Please Stand Up? | I tipi veramente in gamba                | 22 novembre 1966  |                 |
| 9  | Bridge of Spies                          | Il ponte delle spie                      | 9 novembre 1966   |                 |
| 10 | One of Our Bombs is Missing              | La bomba dispersa                        | 16 novembre 1966  |                 |
| 11 | To Florence, with Love (1)               | A Firenze con amore (1)                  | 23 novembre 1966  |                 |
| 12 | To Florence, with Love (2)               | A Firenze con amore (2)                  | 30 novembre 1966  |                 |
| 13 | Lisa                                     | Lysa                                     | 7 dicembre 1966   |                 |
| 14 | Little Boy Lost                          | Il bambino perduto                       | 14 dicembre 1966  |                 |
| 15 | Father Abraham                           | Padre Abramo                             | 21 dicembre 1966  |                 |
| 16 | Rome ... Take Away Three                 | Tre soldi nella fontana                  | 28 dicembre 1966  |                 |
| 17 | Tonia                                    | Tonia                                    | 4 gennaio 1967    |                 |
| 18 | Child Out of Time                        | La bambina fuori del tempo               | 11 gennaio 1967   |                 |
| 19 | The Trouble with Temple                  | Noie con Temple                          | 25 gennaio 1967   |                 |
| 20 | The War Lord                             | Il signore della guerra                  | 1º febbraio 1967  |                 |
| 21 | A Room with a Rack                       |                                          | 8 febbraio 1967   |                 |
| 22 | Mainly on the Plains                     |                                          | 22 febbraio 1967  |                 |
| 23 | Get Thee to a Nunnery                    |                                          | 1º marzo 1967     |                 |
| 24 | Blackout                                 |                                          | 8 marzo 1967      |                 |
| 25 | Magic Mirror                             | Lo specchio magico                       | 15 marzo 1967     |                 |
| 26 | Night Train to Madrid                    |                                          | 22 marzo 1967     |                 |
| 27 | Casanova from Canarsie                   |                                          | 29 marzo 1967     |                 |
| 28 | Cops and Robbers                         |                                          | 12 aprile 1967    |                 |

## So Coldly Sweet
- Prima televisiva: 14 settembre 1966
- Diretto da: Paul Wendkos
- Scritto da: Stephen Kandel

### Trama
- Guest star: Craig Shreeve (Bennett), Larry Thor (Masters), Michael Conrad (Dinat), Charles Korvin (generale Sorin), Diana Hyland (Marisa Terezcu)

## Lori
- Prima televisiva: 21 settembre 1966
- Diretto da: Paul Wendkos
- Scritto da: David Friedkin, Morton Fine

### Trama
- Guest star: Charles Alvin Bell (uomo), John Goddard (Donald Forman), Charlene Jones (Judy), Lou Elias (Parking Attendant), Nancy Wilson (Lori Rogers), Greg Morris (Jim Rogers), Frank Maxwell (Paul Landon), Billy Gray (Gershon Stutman), Patty Regan (Shellia Stutman), Logan Field (Joe Willis), Kathryn Minner (Little Old Lady), Owen Bush (uomo), Donna Michelle (Millicent), Malachi Throne (John Keegan)

## Sophia
- Prima televisiva: 28 settembre 1966
- Diretto da: Robert Butler
- Scritto da: Morton Fine, David Friedkin

### Trama
- Guest star: Raffaella Carra (Sophia), Carlo Rizzo (magistrato), Calisto Calisti (marito), Gordon Mitchell (Angelo), Pietro Tordi (avvocato), Enzo Cerusico (Gino), Caterina Boratto (Contessa), Umberto D'Orsi (barista), Aldo Bufi Landi (poliziotto), Fulvia Franco (moglie), Tommy Leonetti (se stesso)

## Vendetta
- Prima televisiva: 5 ottobre 1966
- Diretto da: Alf Kjellin
- Scritto da: Marion Hargrove

### Trama
- Guest star: Osvaldo Ruggieri (Romolo), Victor Francen (Don Federico), Patrizia Valturri (Alice), Massimo Serato (Emilio Paolo), Fausto Tozzi (Ascanio)

## A Gift from Alexander
- Prima televisiva: 12 ottobre 1966
- Diretto da: Alf Kjellin
- Scritto da: Barry Oringer

### Trama
- Guest star: Jay Novello (Krauss), Michael Constantine (Plotkin), Anna Karina (Alina), Alan Oppenheimer (Benkovski)

## Trial by Treehouse
- Prima televisiva: 19 ottobre 1966
- Diretto da: Richard C. Sarafian
- Scritto da: Michael Zagor

### Trama
- Guest star: Michael J. Pollard (Bernie), Raymond St. Jacques (Edward Prince Edward), Cicely Tyson (Vickie Harmon), Marge Redmond (Nettie)

## Sparrowhawk
- Prima televisiva: 26 ottobre 1966
- Diretto da: Paul Wendkos
- Scritto da: Walter Black

### Trama
- Guest star: Andrea Darvi (Nezhnet), Michael Constantine (colonnello Halouf), Clive Clerk (Bashik), Walter Koenig (Bobby Seville)

## Will the Real Good Guys Please Stand Up?
- Prima televisiva: 22 novembre 1966
- Diretto da: Richard C. Sarafian
- Scritto da: Rick Mittleman

### Trama
- Guest star: Henry Wilcoxon (Laslo Gagni), Val Avery (Josef), Hari Rhodes (Scott), Ahna Capri (Jolie Gagni), Lee Philips (Robinson)

## Bridge of Spies
- Prima televisiva: 9 novembre 1966
- Diretto da: Alf Kjellin
- Scritto da: Stephen Kandel

### Trama
- Guest star: Barbara Steele (Giana), Carlo Croccolo (Metkovic), Giustino Durano (agente), Vittorio Bonos (agente), Ingerborge Schoeller (Anya)

## One of Our Bombs is Missing
- Prima televisiva: 16 novembre 1966
- Diretto da: Earl Bellamy
- Scritto da: Barry Oringer

### Trama
- Guest star: Ernest Sarracino (Garibaldi), Richard Bull (giornalista), David Mauro (Angelo), David Bond (Antonio), Dewey Martin (padre Bellini)

## To Florence, with Love (1)
- Prima televisiva: 23 novembre 1966
- Diretto da: Robert Butler
- Scritto da: Norman Borisoff

### Trama
- Guest star: Gabriele Ferzetti (Aldo), Joey Heatherton (Katie), Mario Badolati (Bonfiglio), Eleanor Sommers (Maria), Arthur Batanides (Rocco)

## To Florence, with Love (2)
- Prima televisiva: 30 novembre 1966
- Diretto da: Robert Butler
- Scritto da: Norman Borisoff

### Trama
- Guest star: Mario Badolati (Bonfiglio), Arthur Batanides (Rocco), Gabriele Ferzetti (Aldo), Eleanor Sommers (Maria), Joey Heatherton (Katie)

## Lisa
- Prima televisiva: 7 dicembre 1966
- Diretto da: Richard C. Sarafian
- Scritto da: Jackson Gillis

### Trama
- Guest star: Adam Williams (Miller Stevens), Jack Kruschen (Aram Kanjarian), Linda Marsh (Lisa), James Best (Sam)

## Little Boy Lost
- Prima televisiva: 14 dicembre 1966
- Diretto da: Paul Wendkos
- Scritto da: Chester Krumholz

### Trama
- Guest star: Fabrizio Mioni (Johnson), Larry Duran (Burnett), Ron Howard (Alan Loden), Sarah Marshall (Carol Baines), George Tyne (generale), Richard Anderson (dottor Loden)

## Father Abraham
- Prima televisiva: 21 dicembre 1966
- Diretto da: Anton Leader
- Scritto da: Stephen Kandel

### Trama
- Guest star: Austin Willis (generale Shaw), George Sawaya (Georges), David Sheiner (Vaccaro), Jill Donohue (Senja), Tony Bill (Gary)

## Rome ... Take Away Three
- Prima televisiva: 28 dicembre 1966
- Diretto da: Alf Kjellin
- Soggetto di: Tim Ballinger

### Trama
- Guest star: Elisha Cook, Jr. (Erik Magnuson), Ulla Stromstedt (Tilde), Alf Kjellin (Dean Sherman), Nehemiah Persoff (Coly Collisis)

## Tonia
- Prima televisiva: 4 gennaio 1967
- Diretto da: Alf Kjellin
- Scritto da: Michael Zagor

### Trama
- Guest star: Michael Gualon (Mortoni), G. D. Spradlin (Blair), David Opatoshu (Zugman), Ronald Feinberg (Cesare), Leslie Uggams (Tonia)

## Child Out of Time
- Prima televisiva: 11 gennaio 1967
- Diretto da: Alf Kjellin
- Scritto da: David Friedkin, Morton Fine

### Trama
- Guest star: Nina Foch (Gerta), Eileen Baral (Lena), Paul Lambert (Lew), Peggy Webber (Sorella Agatha)

## The Trouble with Temple
- Prima televisiva: 25 gennaio 1967
- Diretto da: Tom Gries
- Scritto da: Morton Fine, David Friedkin

### Trama
- Guest star: Joan Huntington (Anya), Kurt Kasznar (dottor Ibanez), Jack Cassidy (Nick Fleming), Carol Wayne (Temple)

## The War Lord
- Prima televisiva: 1º febbraio 1967
- Diretto da: Alf Kjellin
- Scritto da: Robert Culp

### Trama
- Guest star: Jean Marsh (Catherine Faulkner), Cecil Parker (Sir Guy Faulkner), Patrick Barr (generale)

## A Room with a Rack
- Prima televisiva: 8 febbraio 1967
- Diretto da: David Friedkin
- Scritto da: Michael Zagor

### Trama
- Guest star: José Nieto (Don Jose), Leo Penn (dottor Minores), Keith Andes (Anderson), Cyril Delevanti (Bendat), Salome Jens (Lindy)

## Mainly on the Plains
- Prima televisiva: 22 febbraio 1967
- Diretto da: David Friedkin
- Scritto da: David Friedkin, Morton Fine

### Trama
- Guest star: Mona Hamlin (cameriera), Eduardo San Jose (poliziotto), Carl Schell (Horst), Axel Darner (Kurt), Denny Miller (guardia), Boris Karloff (Don Ernesto)

## Get Thee to a Nunnery
- Prima televisiva: 1º marzo 1967
- Diretto da: Alf Kjellin
- Scritto da: Barbara Merlin, Milton Merlin

### Trama
- Guest star: Martin Garralaga (fratello Juan), Sal Ponti (White Jacket), Vincent Gardenia (dottor Mellado), Lilia Skala (Madre Superiora), Peter Lawford (Hackaby)

## Blackout
- Prima televisiva: 8 marzo 1967
- Diretto da: Alf Kjellin
- Scritto da: Barry Oringer

### Trama
- Guest star: Lawrence Dane (Boris), Lou Krugman (ispettore), James Victor (Hernando), Zohra Lampert (Zili), Shepherd Sanders (delinquente), Alan Oppenheimer (Benkovsky)

## Magic Mirror
- Prima televisiva: 15 marzo 1967
- Diretto da: Tom Gries
- Scritto da: Robert Culp

### Trama
- Guest star: Roy Jensen (Rochovsky), Virginia Grey (Grace), France Nuyen (Sam McLean), Ricardo Montalbán (generale Vera)

## Night Train to Madrid
- Prima televisiva: 22 marzo 1967
- Diretto da: David Friedkin
- Scritto da: Stephen Kandel

### Trama
- Guest star: Marianna Hill (Joanne), Barbara McNair (Leona), Michael Strong (Kutma), Don Rickles (Frank Bodie)

## Casanova from Canarsie
- Prima televisiva: 29 marzo 1967
- Diretto da: Hal Cooper
- Scritto da: Rick Mittleman

### Trama
- Guest star: Sandy Kenyon (Barnes), Will Kuluva (Smerlov), Letícia Román (Consuelo), Wally Cox (Herbie)

## Cops and Robbers
- Prima televisiva: 12 aprile 1967
- Diretto da: Christian Nyby
- Scritto da: Jerry Ludwig

### Trama
- Guest star: Hazel Medina (Jo), Bob Kline (impiegato), Jim Brown (Tommy), Rupert Crosse (Chester), Beah Richards (Mrs. Scott)